# Enthrone Darkness Triumphant
Albums de Dimmu Borgir
Devil's Path Godless Savage Garden
Enthrone Darkness Triumphant est le troisième album studio du groupe de black metal symphonique norvégien Dimmu Borgir. Il est sorti en 1997 sur le label Nuclear Blast.
Cet album a rendu célèbre le groupe sur la scène mondiale.
Enthrone Darkness Triumphant est chanté entièrement en anglais, contrairement à ses prédécesseurs chantés en norvégien, langue natale du groupe. Ce disque marque une autre rupture avec ses prédécesseurs : les guitares et la batterie sonnent plus clairement, plus de diversité sont apportés à la voix et aux claviers.
En 2002 sort une édition « deluxe » de l'album, incluant quatre pistes supplémentaires : deux titres réenregistrés provenant originellement de l'album For All Tid, et deux autres provenant du EP Godless Savage Garden.

## Liste des titres
1. Mourning Palace - 5:13
2. Spellbound - 4:10
3. In Death's Embrace - 5:42
4. Relinquishment Of Spirit And Flesh - 5:33
5. The Night Masquerade - 4:25
6. Tormentor Of Christian Souls - 5:40
7. Entrance - 4:47
8. Master Of Disharmony - 4:16
9. Prudences Fall - 5:56
10. A Succubus In Rapture - 6:00

## Morceaux supplémentaires de la version deluxe
1. Raabjorn Speiler Draugheimens Skodde - 5:03
2. Moonchild Domain – 5:42
3. Hunnerkongens sorgsvarte ferd over steppene – 3:05
4. Chaos Without Prophecy – 7:09

## Formation
- Shagrath: chant, guitares
- Silenoz: guitares
- Nagash: basse
- Stian Aarstad: claviers
- Tjodalv: batterie